# Sannakji

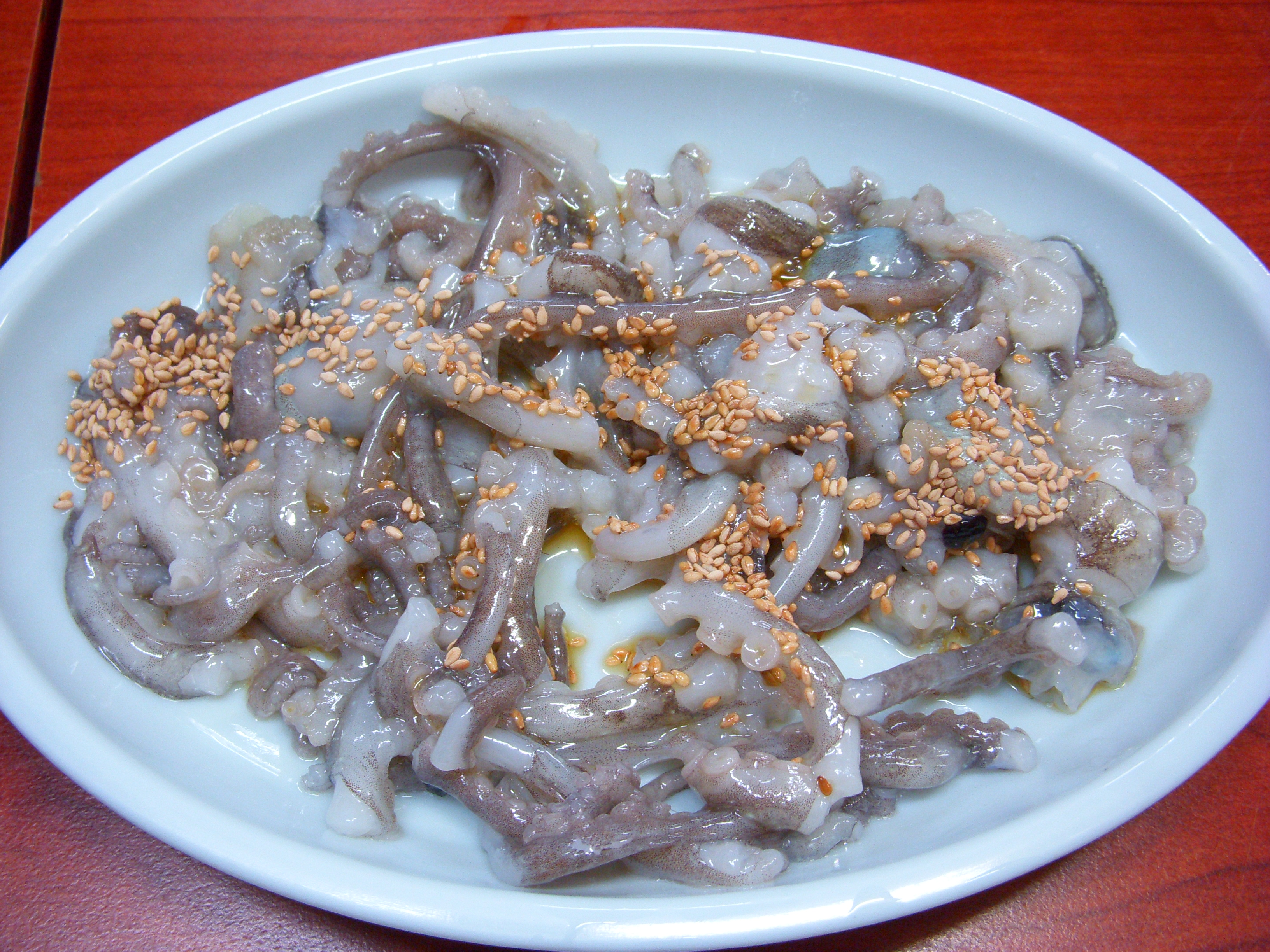
Sannakji, mit gerösteten Sesamsamen bestreut

Sannakji (산낙지) ist eine aus Langarm-Oktopussen (Octopus minor) zubereitete Variante der in der koreanischen Küche verbreiteten rohen Fisch- und Fleischgerichte Hoe (회; 膾/鱠). Die Langarm-Oktopusse werden wegen des Größenunterschieds zu Arten wie dem Pazifischen Riesenkraken im Fischhandel oft als Baby-Oktopusse bezeichnet, es handelt sich aber um adulte Tiere.
In Südkorea werden Langarm-Oktopusse nakji (낙지) genannt. Daraus resultiert eine Verwechslungsgefahr, da in Nordkorea Kalmare als nakji bezeichnet werden.

## Zubereitung und Verzehr
Die Oktopusse werden getötet, bevor sie in kleine Stücke geschnitten und roh mit dunklem Sesamöl gewürzt und mit gerösteten Sesamsamen bestreut serviert werden. Die noch vorhandene neuronale Aktivität in den zerteilten Tentakeln der Oktopusse führt dazu, dass sich die angerichteten Stücke auf dem Teller und im Mund bewegen und sich sogar in der Mundhöhle, dem Rachen und der Speiseröhre festsaugen können. Sannakji wird in koreanischen Restaurants angeboten, in denen rohe Fischgerichte serviert werden. In Bars wird Sannakji auch als Snack zu alkoholischen Getränken wie dem koreanischen Reisschnaps Soju gereicht. Sannakji wird in der koreanischen Küche eine die Stärke und Ausdauer steigernde Wirkung zugeschrieben.
Seltener als zerteilte Oktopusse werden ganze lebende Langarm-Oktopusse angeboten. Die Tiere werden zum Verzehr auf einem oder zwei Essstäbchen aufgespießt und mit den eigenen Tentakeln umwickelt, die sich festsaugen und so ein kompaktes Bündel bilden. Dieses wird in dunkles Sesamöl getunkt, in Sesamsamen gewälzt und als Ganzes in den Mund geführt. Die schleimige Hautoberfläche kann als unangenehm empfunden werden und ein Herunterschlucken des Tieres erschweren oder verhindern.

## Ursache der motorischen Aktivität
Oktopusse weisen ein komplexes Nervensystem auf, deren Neuronen sich zu zwei Dritteln in den Nervensträngen der Tentakel befinden, und deren Gesamtzahl der im Gehirn eines Haushundes entspricht. Dabei übernehmen autonome Nervenzentren in den Tentakeln Funktionen, die bei Wirbeltieren im Zentralnervensystem angesiedelt sind, namentlich die Entscheidung über die Durchführung und den Ablauf von Bewegungen. Die Nerventätigkeit in den Tentakeln setzt sich auch nach dem Unterbrechen der Verbindung zum Gehirn fort. Über die Möglichkeit eines in den Tentakeln angesiedelten Schmerzempfindens oder eines Bewusstseins liegen keine Untersuchungen vor.
Die Stücke der Tentakel und vor allem die ganzen lebenden Oktopusse können sich im Rachen oder der Speiseröhre festsaugen und Erstickungsanfälle auslösen. Es ist dadurch wiederholt zu Unfällen gekommen, auch mit tödlichem Ausgang.

## Tierschutz
Die Praxis, scheinbar oder tatsächlich noch lebende Oktopusse zu servieren und zu verzehren, rief in den Vereinigten Staaten im Jahr 2010 heftige Proteste von Tierschützern hervor. Die Tierschutzorganisation PETA führte eine öffentliche Kampagne gegen zwei koreanische Restaurants in New York City, in denen Sannakji serviert wurde. Dabei schilderte die Organisation eindringlich die Qualen der Tiere: „Die Arme der Oktopusse werden Stück für Stück abgeschnitten, und die Tiere werden serviert und verzehrt, während sie sich in Agonie winden … Sie versuchen verzweifelt fortzukriechen, nur um wieder und wieder auf die brandheiße Fläche geworfen zu werden.“ (englisch: “The arms of octopuses are sheared off bit by bit, and the animals are served and consumed while they’re still alive and writhing in agony … They try desperately to crawl away, only to be dropped back onto the burning surface again and again.”) Die „brandheiße Fläche“ bezeichnet vermutlich die erhitzten Teller. Die von PETA kritisierten Restaurants verwiesen darauf, dass die Oktopusse vor dem Zerteilen getötet würden, und dass es sich bei den zu beobachtenden Bewegungen der Fleischstücke lediglich um die Auswirkung restlicher Nervenaktivität handele. Sannakji sei ein Teil der koreanischen Kultur und es sei nichts Barbarisches am Essen bereits toter Tiere.
Das deutsche Tierschutzrecht bezieht sich weit überwiegend auf Wirbeltiere, schreibt aber für einzelne Taxa wirbelloser Tiere bestimmte Formen des Schlachtens vor. Krebstiere, Schnecken und Muscheln dürfen nur in siedendem Wasser getötet werden, welches sie vollständig bedecken und nach ihrer Zugabe weiterhin stark sieden muss. Zusätzlich dürfen Taschenkrebse durch das Zerstören (Durchstechen) beider Hauptnervenzentren und Muscheln und Schnecken durch Dampf mit einer Temperatur von mehr als 100 Grad Celsius getötet werden, Krebstiere dürfen elektrisch betäubt oder getötet werden. Die Möglichkeit des Verzehrs frischtoter oder noch lebender Kopffüßer ist vom Gesetz- und Verordnungsgeber nicht in Betracht gezogen worden. Der Fang und Verzehr von Kopffüßern wird von Tierschutzorganisationen wie PETA mit Blick auf das Schmerzempfinden und den nachgewiesenen kognitiven Fähigkeiten vieler Arten von Kopffüßern kritisch betrachtet. Auch der Kriminalbiologe Mark Benecke und der Philosoph und Publizist Richard David Precht vertreten öffentlich diese Auffassung.